# Vloeistofringvacuümpomp

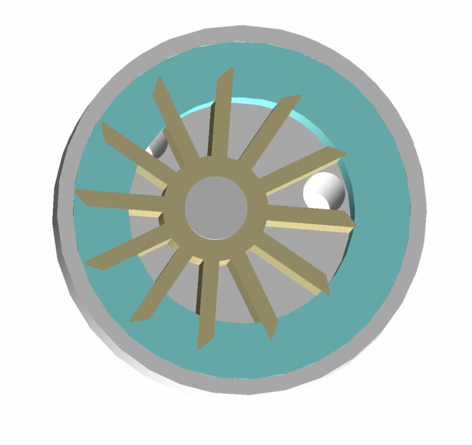
Principe van een vloeistofringvacuümpomp

Vloeistofringvacuümpompen, ook bekend als vloeistofringpomp, zijn vacuümpompen die werken zoals cellenpompen. De vloeistofringvacuümpomp valt in de categorie natte rotatiepompen. Andere pompen in deze categorie zijn de draaischuifpomp, de schottenpomp en de draaizuigerpomp. 
Door de centrifugaalkracht, ook wel middelpuntvliedende kracht, ontstaat een vloeistofring. De uit het middelpunt geplaatste rotor (excentrisch geplaatste rotor) die voorzien is van een schoepenrad zorgt ervoor dat er cellen ontstaan met veranderlijke grootte tussen de excentrische rotor en de stator. Hierdoor ontstaat een compressorsysteem welk kan gebruikt worden als compressor- of vacuümpomp.
Er bestaan enkeltraps en dubbeltrapspompen. De constructie van de vloeistofring vacuümpomp zorgt voor een uiterst bedrijfszekere werking, omdat een vloeistof afdichting weinig wrijving (en dus slijtage) oplevert. Door het ontbreken van kleppen, schotten of andere bewegende onderdelen treedt (bijna) geen slijtage op en is er een laag geluidsniveau. De waaier is het enige ronddraaiende deel en dit werkt contactvrij. De pompen zijn geschikt om zelfs grote volumes dampen, condenseerbare gassen en vloeistoffen te verpompen zonder gevolgen voor capaciteit of mechanische betrouwbaarheid. Als spervloeistof voor de pomp kan water gebruikt worden (waterringpomp), maar ook andere vloeistoffen zoals olie, glycol of oplosmiddelen zijn mogelijk. Met zuiver water als spervloeistof wordt het af te zuigen gas of lucht als het ware schoon gewassen in de pomp. In tegenstelling tot andere typen vacuümpompen is de uitgeblazen lucht dan ook 100% olievrij en vrij van koolstof of plastic deeltjes.

## Vacuüm
Vacuüm lager dan 3300 Pa (absoluut) kan bereikt worden. De dampdruk van de spervloeistof beperkt het haalbaar vacuüm. Vloeistofringvacuümpompen in combinatie met ejectoren en/of vacuümboosters kunnen een vacuüm bereiken lager dan 100 Pa (absoluut).

## Nadelen
Er is een vloeistof nodig die eventueel moet worden afgevoerd. De vloeistof warmt op en moet gekoeld worden. De tank met de vloeistof neemt veel volume in en vertegenwoordigt veel massa, een veelvoud van de pomp zelf. De vloeistof vervuilt en moet dus worden ververst of gefilterd. Bij vorst zijn maatregelen nodig om bevriezing te voorkomen.
Meer informatie over vacuümpompen kan o.a. gevonden worden in Basisboek Vacuümtechniek (E.P.Th.M.Suurmeijer, Th.Mulder, J.Verhouven, 2000): ISBN 90 9013776 9